# Gottlieb Daimler
Gottlieb Wilhelm Daimler (Schorndorf, 17 marzo 1834 – Stoccarda, 6 marzo 1900) è stato un ingegnere e imprenditore tedesco, nonché uno dei grandi iniziatori dell'industria automobilistica mondiale.

## Biografia

### Infanzia e giovinezza
Nel 1834, l'anno in cui viene scoperta la benzina, a Schorndorf, vicino a Stoccarda, nasce Gottlieb Wilhelm Daimler (il vero cognome in realtà era Däumler), figlio di Johannes Däumler, un noto fornaio dell'epoca, e di sua moglie Frederika.

Fin da bambino, Daimler dimostrò una spiccata attitudine per le discipline matematiche e tecniche. Nel 1847, all'età di tredici anni, dopo aver brillantemente superato i sei anni di scuola primaria, si iscrisse alla locale scuola di latino, dove ebbe modo anche di imparare il disegno. Dimostrò grandi capacità anche in questo caso, ma la vera passione di Daimler, quella per la meccanica, non ebbe ancora modo di trovare sbocchi. Terminati gli studi secondari, il giovane Gottlieb frequentò come apprendista la bottega di Raithel, un noto armaiolo della zona. Anche qui, Daimler bruciò le tappe terminando il tirocinio quando all'esame di abilitazione realizzò una pistola a canna doppia.

Successivamente Daimler si iscrive alla scuola tecnica industriale di Stoccarda: in questi anni, Daimler studia senza sosta e dimostra una volta di più la sua predilezione per le materie tecnico-scientifiche.

### Prime esperienze lavorative
Nel 1853, Daimler si trasferisce per la prima volta lontano da casa, in Alsazia, e precisamente a Graffenstaden, dove grazie ad un programma per lo sviluppo industriale, ottenne un posto di lavoro alla Armstrong Whitworth, un'azienda britannica con dislocazioni in diverse località europee e specializzata in vari campi, tra cui la produzione di locomotive e componenti ferroviarie, che era il campo in cui Daimler si trovò ad essere impiegato. Tale esperienza lavorativa durò tre anni, al termine dei quali Daimler tornò ad occuparsi di studi al politecnico di Stoccarda. Qui ebbe modo di seguire vari corsi, tra cui fisica, chimica, storia, ingegneria meccanica, inglese ed economia. Tale poliedricità testimonia chiaramente la profonda intelligenza di Daimler e la sua propensione all'apprendimento ed alla successiva, efficace messa in pratica di quanto appreso.

Dopo un altro periodo alla Armstrong-Whitworth, nel 1861 Daimler parte alla volta di Parigi, dove ha modo di studiare più da vicino il motore a combustione interna a due tempi, progettato e realizzato l'anno prima da Étienne Lenoir. Da Parigi il suo viaggio prosegue per l'Inghilterra. Qui tocca le città di Leeds, Manchester, Coventry ed infine Londra. In questo periodo Daimler alterna brevi esperienze lavorative con altre di studio ed acquisisce una solida formazione nel campo della progettazione di macchinari.

### La Confraternita di Reutlingen e l'incontro con Maybach

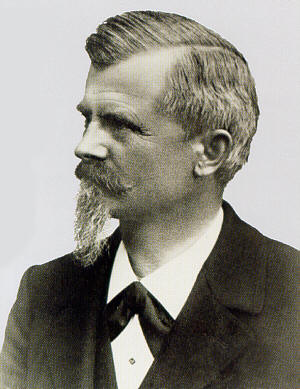
Wilhelm Maybach

Nel 1863, al ritorno da Londra, Daimler viene assunto come direttore tecnico presso la Confraternita di Reutlingen. Si trattava di un'associazione filantropica istituita dal teologo Gustav Werner, un personaggio con delle idee sociopolitiche e religiose rivoluzionarie, a tal punto da suscitare indignazione nel mondo ecclesiastico da lui frequentato fino a qualche anno prima. Egli era un convinto sostenitore del socialismo cristiano e su tale base sognava di modellare la nascente era industriale. Istituì pertanto una Confraternita dedita all'accoglienza di ragazzi orfani, disabili ed in generale con problemi che altrimenti li avrebbero portati ad una rapida emarginazione. In questa Confraternita, Werner indirizzava i giovani al lavoro, ed a tale scopo si avvaleva di strutture lavorative di un certo peso, come una cartiera, un'officina meccanica ed una falegnameria.

Daimler fu chiamato a ribaltare le sorti della Confraternita, che dopo alcuni anni di attività cominciò ad entrare in crisi economica. Daimler, al suo primo incarico direttivo, seppe risolvere la crisi economica della Confraternita.

Nel 1867, Gottlieb Daimler convola a nozze con Emma Kurz: i sei anni passati alla Confraternita di Reutlingen lasciarono in Daimler un ricordo molto positivo proprio grazie ad eventi come questo. Inoltre, Daimler sperimentò (con successo) la conduzione di un'azienda ed i problemi ad essa connessi. Ma soprattutto, Daimler fece un incontro estremamente significativo sul piano professionale. Va detto infatti che Gustav Werner divenne a suo tempo anche il tutore di un bambino rimasto prematuramente orfano di entrambi i genitori, un bambino che in seguito avrebbe lasciato un segno indelebile nella storia: il nome di questo bambino era Wilhelm Maybach, che entrò nella Confraternita già nel 1856 all'età di dieci anni. Quando Daimler giunse alla Confraternita, aveva 29 anni, mentre Maybach ne aveva dodici in meno, era ancora un ragazzo. Ma Daimler vide nel giovane una profonda intelligenza, una grande determinazione ed una brillantezza mentale tali da far nascere nei due un grande rapporto di amicizia, stima, rispetto sia dal punto di vista umano, sia da quello professionale. Maybach diverrà da quel punto in poi il più fido collaboratore di Daimler e le vite dei due non si sarebbero mai più separate.

### La Deutz Gasmotorenfabrik ed il primo motore a ciclo Otto

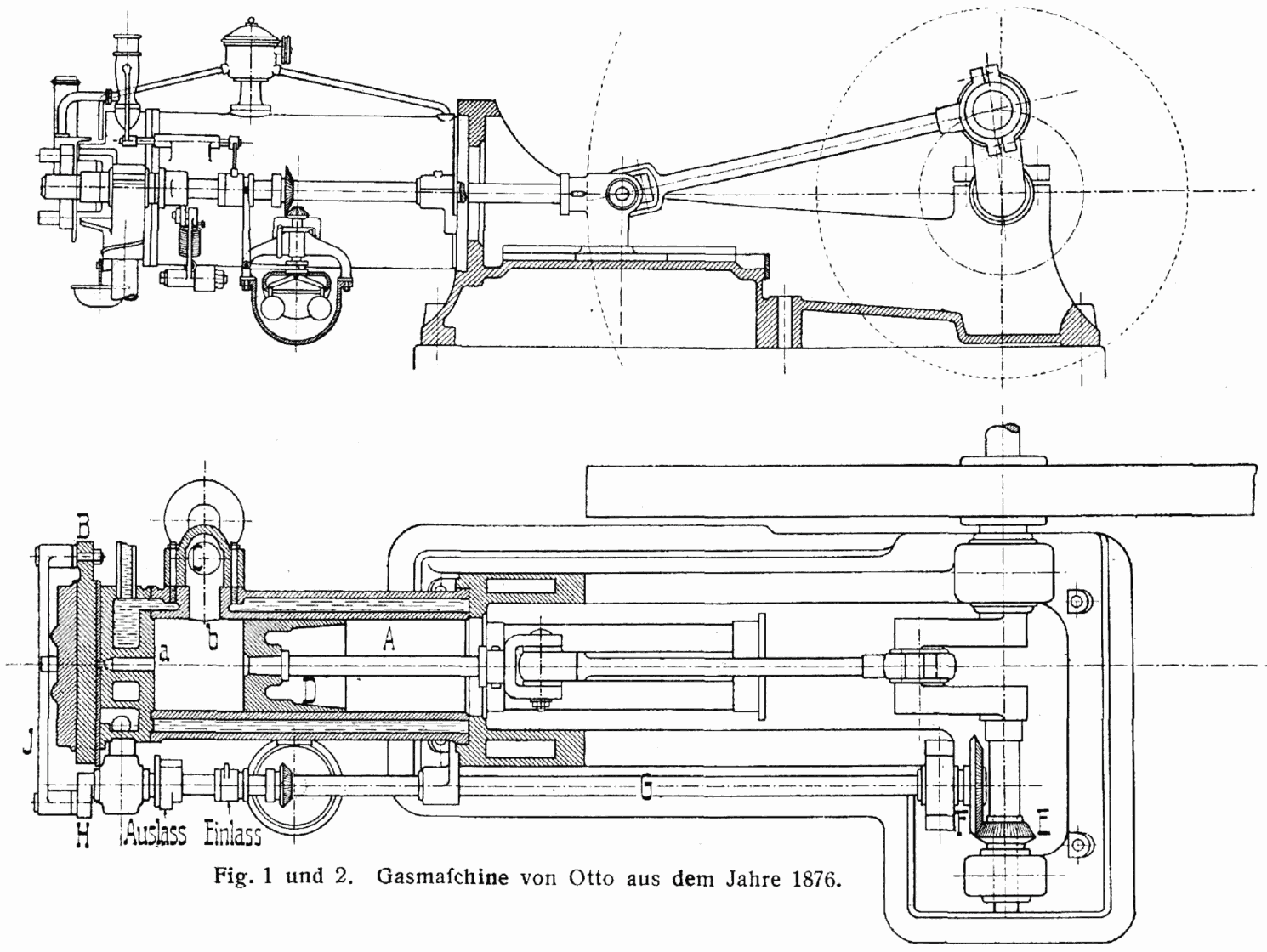
Schema del motore a gas di Nikolaus Otto progettato assieme a Daimler e Maybach

Nel 1869 nacque il primogenito di Daimler, Paul, che sarebbe divenuto anch'egli un personaggio di spicco nell'industria automobilistica ed in particolare nella futura azienda fondata dal padre.

Nel luglio del 1869, Gottlieb Daimler ottenne un posto come direttore tecnico alle Officine Meccaniche di Karlsruhe e propose a Maybach di seguirlo. Maybach accettò entusiasta e venne assunto nell'ufficio tecnico dell'azienda. Dopo tre anni a Karlsruhe, Daimler e Maybach passarono alla Deutz Gasmotorenfabrik AG di Colonia, dove arrivò l'impulso definitivo che avrebbe portato Daimler e Maybach a divenire noti per aver gettato i semi dell'industria automobilistica. La Deutz, infatti, era stata fondata proprio da quel Nikolaus August Otto (assieme al suo collaboratore Eugen Langen) che sarebbe divenuto famoso per aver inventato il primo motore a quattro tempi della storia, invenzione fondamentale anche per Daimler e Maybach. Mentre il primo venne assunto come direttore di produzione, Maybach ottenne inizialmente un posto come progettista.

L'esperienza alla Deutz fu molto travagliata: Daimler aveva un carattere vulcanico ed ostinato e le sue idee si scontravano spesso e volentieri sia con quelle di Otto, sia con quelle di Langen. Il primo motore a quattro tempi ideato da Otto, non poteva essere utilizzato su mezzi di trasporto perché era estremamente grande e pesante, basti pensare che il primo motore di questo genere era alto ben quattro metri, ed erogava oltretutto una potenza molto bassa, che inizialmente Daimler e Maybach riuscirono a portare ad un livello di 3 CV. Restavano il problema dell'accensione e della miniaturizzazione. Quest'ultimo aspetto venne risolto da Maybach, ma restava quello dell'accensione. Tale problema faceva in modo che il motore non potesse superare i 200 giri/min senza incorrere in problemi di funzionamento. In ogni caso, il nuovo motore ottenne anche un discreto successo commerciale.

Ma nel frattempo la tensione tra Daimler ed Otto stava crescendo a livelli insostenibili. Secondo Daimler stesso, la goccia che fece traboccare il vaso fu il fatto che Otto depositò il brevetto della sua invenzione senza minimamente tener conto dell'apporto fondamentale di Daimler e Maybach. Va anche detto, però, che la Deutz conferì a Daimler un premio produzione assai cospicuo, tanto da permettere a quest'ultimo di cambiare vita se lo avesse desiderato. Tale premio produzione venne riconosciuto a Daimler proprio per il suo apporto decisivo nel perfezionamento dei motori a gas. Ma nel 1882 Daimler si dimise dalla Deutz: al generoso premio di produzione si aggiunse così un'altrettanto ricca liquidazione. Maybach, sempre fiducioso in Daimler, rassegnò le dimissioni dalla Deutz qualche mese dopo.

### L'arrivo a Bad-Cannstatt

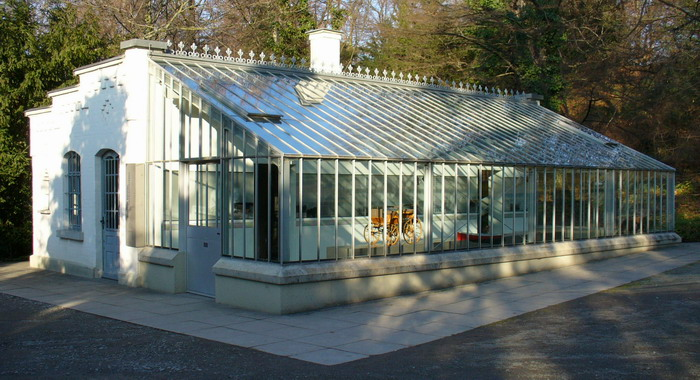
La serra della villa di Bad-Cannstatt acquistata da Daimler

Poco tempo dopo l'allontanamento dalla Deutz, i coniugi Daimler acquistarono una villa a Bad-Cannstatt, una località nei pressi di Stoccarda. Questa villa sorgeva in una posizione molto tranquilla, non lontana dai noti bagni termali della zona. L'aria salutare che si respirava in quel posto era vista da Daimler come l'ideale per non stressare lui e sua moglie Emma, che soffrivano entrambi di cuore. A questa villa era annessa anche una serra, che Daimler e Maybach non esitarono a trasformare in officina, dove dal 1882 si dedicarono al perfezionamento del motore di Otto, ignorandone per ripicca il divieto di costruzione stabilito dal brevetto di Otto stesso. Nel 1883 il problema dell'accensione venne risolto brillantemente ed il piccolo motore riuscì a funzionare anche a 600 giri/min e successivamente a 900 giri/min in un'ulteriore sua evoluzione.

Tuttavia Daimler, immaginando che sarebbe stato coinvolto in una causa giudiziaria intentatagli da Otto, preparò una descrizione dettagliata del principio di funzionamento del motore da lui perfezionato, in cui veniva descritto anche il nuovo e più efficace sistema di accensione.

Nel frattempo, però, assieme a Maybach lavorò al primo mezzo di trasporto ad impiegare tale motore. A tale scopo costruì un nuovo motore di dimensioni ancor più contenute ed ancor più perfezionato, utilizzando come fornitore di pezzi la fonderia Kurz, di proprietà di un parente della moglie. Tale motore, realizzato nel 1884, erogava appena 0.25 CV e venne impiantato l'anno seguente in un veicolo a due ruote, la Reitrad, considerata come la prima motocicletta della storia. Il piccolo motore venne brevettato da Daimler il 29 agosto del 1885, pochi mesi prima del debutto della stessa Reitrad, avvenuto invece il 10 novembre. In quella data, infatti, l'allora giovanissimo Paul Daimler, figlio di Gottlieb, si offrì per testare la Reitrad e dare una dimostrazione pubblica dell'affidabilità della nuova invenzione. Guidò con successo la Reitrad da Bad-Cannstatt ad Untertürkheim. Questo fu uno dei tanti veicoli propagandistici utilizzati da Daimler per pubblicizzare le sue invenzioni.

Più o meno nello stesso periodo, Daimler realizzò un battello a motore ed una slitta ferroviaria a motore, che verranno utilizzati in seguito per promuovere ulteriormente l'attività di Daimler stesso.

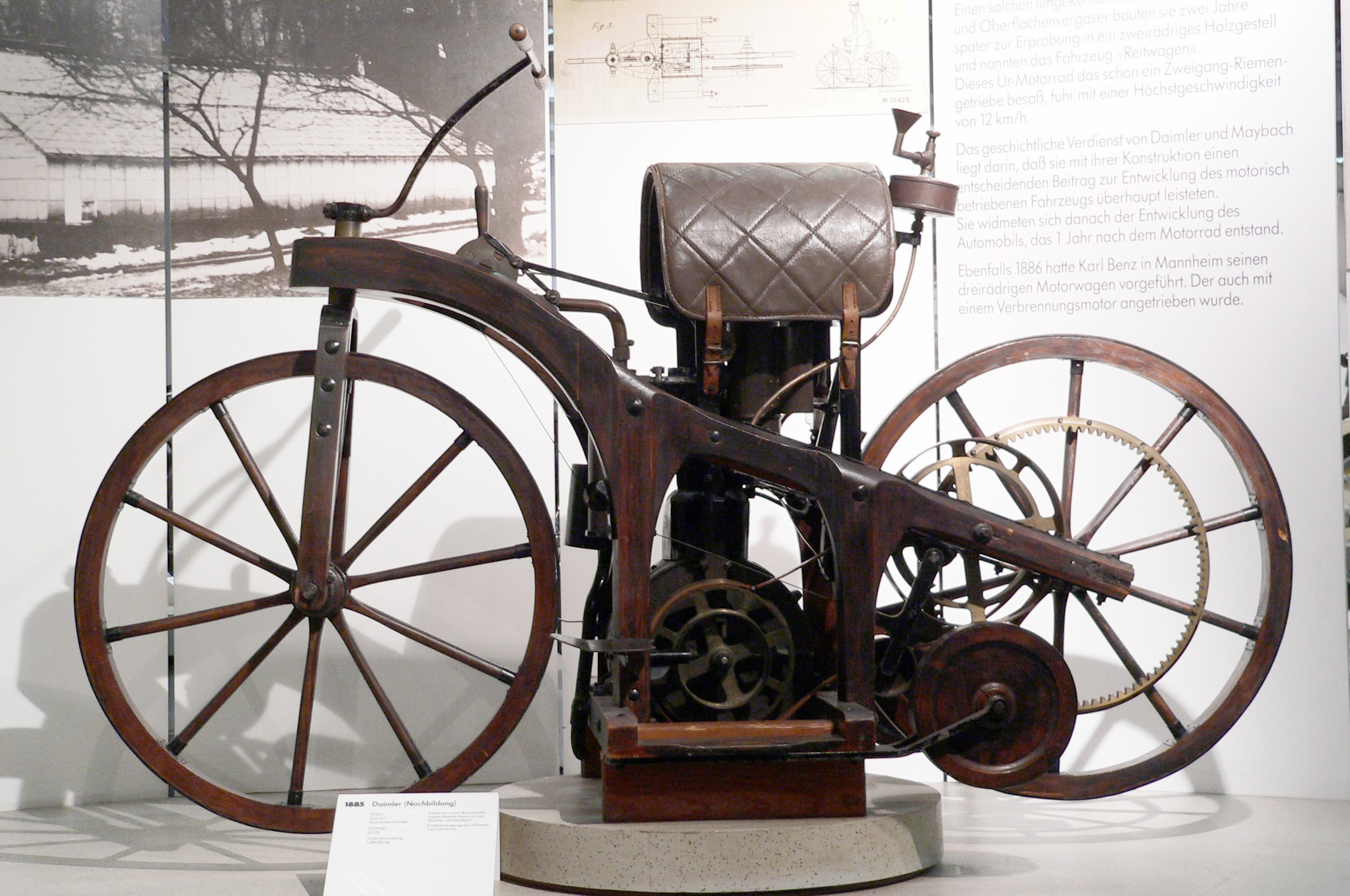
La Reitrad, prima motocicletta della storia, inventata da Daimler e Maybach

Si arrivò così all'inizio del 1886: i tempi furono abbastanza maturi per tentare il passo successivo: l'applicazione di un motore ad una carrozza, per ottenere un veicolo a quattro ruote in grado di muoversi senza l'ausilio di cavalli. Nel frattempo, il successo della Reitrad non tardò a diffondersi. Grazie alla crescente domanda di motori, gli affari di Daimler cominciarono a girare per il verso giusto e questi, che possedeva anche una quota azionaria della Deutz, propose ad Otto e colleghi di riappacificarsi e collaborare per produrre assieme questi motori. Ma Nikolaus Otto, e soprattutto Eugen Langen, rifiutarono indignati, ed anzi, intentarono una causa contro Daimler stesso. Ma Daimler aveva però preparato da tempo una dettagliata relazione descrittiva del suo motore, che oltretutto si basava su princìpi più evoluti e più corretti, mentre Otto si ostinava con le sue idee, senza rendersi conto di trascurare alcuni dettagli che alla fine fecero la differenza. La tesi di Daimler convinse maggiormente il tribunale, che il 30 gennaio del 1886 annullò così il brevetto di Otto a favore di Daimler stesso.

### La Motorkutsche e la nascita della Daimler Motoren Gesellschaft

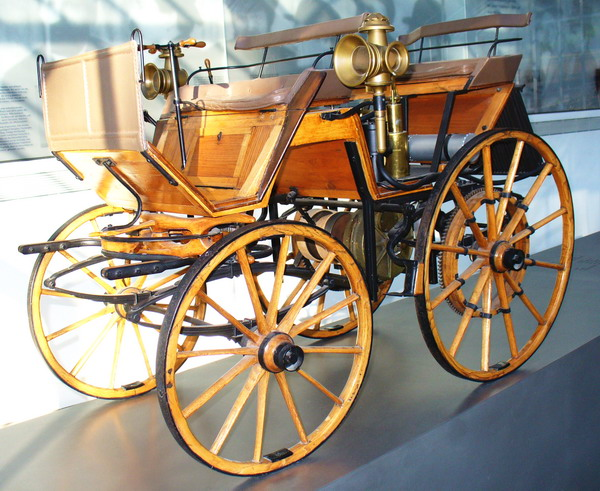
La Motorkutsche realizzata da Daimler e Maybach

Poco più di un mese dopo, l'8 marzo, Gottlieb Daimler ordinò una carrozza del tipo American alla Wimpff & Sohn, un rinomato costruttore di carrozze dell'epoca. A tale carrozza venne applicato un motore da 1.1 CV di potenza: i primi collaudi risalgono all'autunno del 1886, e questa è la data in cui si riconosce universalmente a Daimler la creazione del nuovo veicolo a motore, ma la prima uscita ufficiale su strada si ebbe nel mese di marzo del 1887, un anno dopo l'ordine della carrozza da parte di Daimler: nacque così la Motorkutsche.
Nello stesso anno, per far fronte alle massicce richieste da parte della clientela, la piccola azienda con sede nella serra di casa, venne trasferita in un grosso capannone, sempre in zona. In totale vennero assunte 23 persone, che si occuparono principalmente dell'assemblaggio di imbarcazioni a motore.

Nel 1888, per la prima volta, la stampa si occupa della Motorkutsche, mentre Daimler, per far fronte a richieste sempre massicce e sempre più esigenti, costruì il suo primo bicilindrico, in cui i cilindri erano disposti a V di 17°. Soffrivano di una certa carenza di richieste i veicoli a motore per trasporto su ruota. Perciò, Daimler fondò la cosiddetta Impresa di trasporto su carrozze a motore, la prima nella storia. In quel periodo, Daimler e Maybach ebbero modo di studiare anche la Velociped realizzata nel 1886 da Karl Benz. Benz e Daimler, pur essendo residenti in zone molto vicine, non ebbero mai modo di incontrarsi di persona, ma studiarono semplicemente ognuno le invenzioni dell'altro.

Nel 1889, all'esposizione di Parigi venne presentata la Stahlradwagen, vettura sperimentale con telaio tubolare, vettura che non ottenne successo di vendita, ma che contribuì ad allacciare stretti rapporti tra Daimler ed il francese Émile Levassor, co-titolare assieme a René Panhard della Panhard & Levassor. Ma sempre nel 1889 un grave lutto colpì Daimler: la morte di sua moglie Emma.

Nel 1890, le scarse richieste di un segmento come quello del trasporto su strada riducevano sensibilmente le entrate dell'azienda. Per questo motivo, vi furono molti personaggi che cercarono di entrare nel capitale di Daimler. Queste pressioni convinsero Daimler a costituire una società per azioni, la Daimler Motoren Gesellschaft. I co-fondatori di questa società furono Max von Duttenhofer e Wilhelm Lorenz.
Nei primi anni, Daimler si concentrava essenzialmente sulla produzione di motori, e diverse filiali sorsero in varie località europee e non solo. Nacque la filiale di Vienna, quella di Coventry (che avrebbe dato luogo alla Daimler Motor Company, oggi nota per le sue vetture di lusso su base Jaguar) e perfino quella degli Stati Uniti.

Contemporaneamente nacquero i primi grandi contrasti tra Daimler ed i due soci fondatori, che speravano di approfittare delle possibilità date dall'azienda a scapito di Daimler stesso. Si verificarono accesi alterchi tra Daimler, von Duttenhofer e Lorenz.

Daimler si allontanò dall'azienda, portando con sé Maybach ed alcuni operai scelti, ed affittò un giardino coperto sempre a Cannstatt. In seguito, l'8 luglio 1893, Daimler si risposò con Lina Hartmann, una vedova conosciuta a Firenze, dove Daimler si era recato per riposare su consiglio del suo medico che aveva constatato l'aggravarsi delle condizioni del suo cuore, anche e soprattutto a causa degli stress degli ultimi quattro anni.

L'assenza di Daimler e Maybach dalla sede principale portò la nuova gestione della Daimler Motoren Gesellschaft a collezionare fiaschi su fiaschi. Ma il perfido von Duttenhofer continuò a ricattare Daimler anche a distanza. la crescente inaffidabilità dei prodotti Daimler realizzati da von Duttenhofer portarono più volte l'azienda sull'orlo del fallimento. I clienti costrinsero quest'ultimo a riassumere nel 1895 Daimler e Maybach, oltre che il resto del personale allontanatosi. Gli affari tornarono a decollare grazie al talento di Daimler e Maybach.

### Le ultime battaglie e la morte
Nonostante ciò, von Duttenhofer proseguì con la sua opera di distruzione della Daimler Motoren Gesellschaft. Falsificò bilanci e diede inizio ad un processo di concorrenza sleale, vendendo i brevetti di Daimler ad altre aziende, che poterono costruire veicoli a prezzi stracciati, indirizzando la clientela verso di loro ed assottigliando gli introiti della DMG, già largamente compromessi dalle malefatte di von Duttenhofer.

Daimler si rese conto di essere stato raggirato in tutto e per tutto, nonché di essere privato dei frutti del lavoro di una vita: le sue condizioni cardiache si aggravano sempre più: nel gennaio del 1900 provò ad avere un colloquio con von Duttenhofer, ma ne uscì ancor più demoralizzato di prima e fu costretto a stare a letto, finché il 6 marzo non avvenne il decesso.

La dura e per molti versi vana lotta di Daimler terminò in questa tragica e triste maniera. Il suo fido Maybach continuò a lavorare alla Daimler Motoren Gesellschaft ancora per sette anni. Von Duttenhofer aveva in mente di estromettere l'intera famiglia Daimler dalla società, incluso il figlio Paul, ma nel 1903 avvenne anche la sua morte.
Nel 1978, Gottlieb Daimler venne inserito nell'Automotive Hall of Fame e pochi anni più tardi, a Stoccarda, gli venne intitolato lo stadio di calcio, più tardi ribattezzato come Mercedes-Benz Arena.